# 拉斐尔·圭霍萨
拉斐尔·圭霍萨（西班牙語：Rafael Guijosa，1969年1月31日—），西班牙男子手球运动员。他曾代表西班牙国家队参加1996年和2000年夏季奥林匹克运动会手球比赛，获得二枚铜牌。